# Ismail Marjan

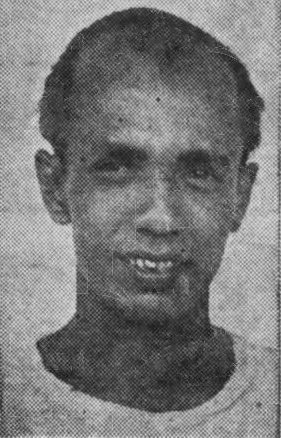
Ismail Marjan 1949

Ismail bin Marjan (* 7. Juni 1920; † 25. Januar 1991 in Singapur) war ein Badmintonspieler aus Singapur.

## Karriere
Ismail Marjan gewann 1950 die Denmark Open und die Malaysia Open im Herrendoppel mit Ong Poh Lim. 1951 siegte er erneut in Dänemark sowie bei den French Open. Bei den All England 1951 unterlag er jedoch im Finale des Herrendoppels. 1952 wurde er im Thomas Cup Weltmeister mit dem Team aus Malaya. 1953 und 1956 gewann er noch einmal die Malaysia Open.
Ismail Marjan starb am 25. Januar 1991 im Singapore General Hospital.

## Sportliche Erfolge
| Veranstaltung | Saison                          | Disziplin    | Platz | Name                                                                                               |
| ------------- | ------------------------------- | ------------ | ----- | -------------------------------------------------------------------------------------------------- |
| 1950          | Denmark Open                    | Herrendoppel | 1     | Ong Poh Lim / Ismail Marjan                                                                        |
| 1950          | Singapur: Einzelmeisterschaften | Herrendoppel | 1     | Ong Poh Lim / Ismail Marjan                                                                        |
| 1950          | Malaysia Open                   | Herrendoppel | 1     | Ong Poh Lim / Ismail Marjan                                                                        |
| 1951          | French Open                     | Herrendoppel | 1     | Ong Poh Lim / Ismail Marjan                                                                        |
| 1951          | Denmark Open                    | Herrendoppel | 1     | Ong Poh Lim / Ismail Marjan                                                                        |
| 1951          | Singapur: Einzelmeisterschaften | Herrendoppel | 1     | Ong Poh Lim / Ismail Marjan                                                                        |
| 1951          | All England                     | Herrendoppel | 2     | Ong Poh Lim / Ismail Marjan                                                                        |
| 1952          | Singapur: Einzelmeisterschaften | Herrendoppel | 1     | Ong Poh Lim / Ismail Marjan                                                                        |
| 1952          | Singapur: Einzelmeisterschaften | Herrendoppel | 1     | Ong Poh Lim / Ismail Marjan                                                                        |
| 1952          | Thomas Cup                      | Herrenteam   | 1     | Malaya (Wong Peng Soon, Ismail Marjan, Ooi Teik Hock, Chan Kon Leong, Abdullah Piruz, Ong Poh Lim) |
| 1953          | Malaysia Open                   | Herrendoppel | 1     | Ong Poh Lim / Ismail Marjan                                                                        |
| 1953          | Singapur: Einzelmeisterschaften | Herrendoppel | 1     | Ong Poh Lim / Ismail Marjan                                                                        |
| 1954          | Singapur: Einzelmeisterschaften | Herrendoppel | 1     | Ong Poh Lim / Ismail Marjan                                                                        |
| 1955          | Singapur: Einzelmeisterschaften | Herrendoppel | 1     | Ong Poh Lim / Ismail Marjan                                                                        |
| 1956          | Singapur: Einzelmeisterschaften | Herrendoppel | 1     | Ong Poh Lim / Ismail Marjan                                                                        |
| 1956          | Malaysia Open                   | Herrendoppel | 1     | Ong Poh Lim / Ismail Marjan                                                                        |